# ZEZ SILKO
ZEZ SILKO, s.r.o., je podnik v Žamberku, který vyrábí kondenzátory a některé elektrotechnické komponenty.

## Historie
Podnik vznikl v letech 1964 - 1967, kdy byly objekty Strojní a traktorové stanice přebudovány na výrobní prostory nového elektrotechnického podniku. Do těchto prostor byla převedena výroba kondenzátorů z Jablonného nad Orlicí a ze závodu ZEZ n.p. (Závody elektrotepelných zařízení) v Praze-Hloubětíně. Doposud byly vyráběny kondenzátory s impregnací minerálním olejem, tato technologie však byla nahrazena používáním impregnace chlorovaným difenylem, který měl obchodní název DELOR 103.
Z původních 50 zaměstnanců, kteří zde zahajovali výrobu, stoupl v roce 1970 počet na 231 osob.

## Současnost
V roce 1994 byl státní podnik ZEZ Žamberk zprivatizován a transformován na společnost ZEZ SILKO, s.r.o. V současné době je majoritním vlastníkem španělský podnik Circutor z Viladecavalls (Barcelona), který má stejný výrobní program jako ZEZ SILKO.

## Výrobní program
Hlavním výrobním programem podniku ZEZ SILKO jsou kompenzační kondenzátory a kompenzační rozváděče určené ke kompenzaci účiníku a tím tzv. jalového výkonu.
K tomuto účelu se vyrábějí
- kondenzátory NN (nízkonapěťové), pro napětí od 230 do 760 V
- kompenzační a filtrační kondenzátory VN (vysokonapěťové) do 24 kV
- komponenty pro kompenzaci (regulátory, stykače, tlumivky, tónové zádrže)
- automatické kompenzačně filtrační rozváděče a moduly NN
- kompenzační a filtrační rozváděče VN

Dalšími výrobky jsou
- kondenzátory pro výkonovou elektroniku
- kondenzátory středofrekvenční do 24 kHz
- speciální kondenzátory